# Thumbsucker
Thumbsucker és una pel·lícula estatunidenca dirigida per Mike Mills el 2005 i doblada al català.

## Argument
Actualment, en una petita ciutat americana, Justin, de 17 anys, és un noi sensible i angoixat, es xucla encara el seu polze amb gran angoixa dels seus pares, Mike i Audrey i del seu dentista.
Un tractament radical, en base de píndoles mèdiques, fa d'ell un campió de debats a l'institut. Supera també la seva timidesa per conquerir la seva companya d'institut Rebecca.

## Repartiment
- Lou Taylor Pucci: Justin Cobb
- Vincent D'Onofrio: Mike Cobb
- Tilda Swinton: Audrey Cobb
- Keanu Reeves: Doctor Perry Lyman
- Kelli Garner: Rebecca
- Vince Vaughn: Senyor Geary
- Benjamin Bratt: Matt Schraam

## Rebuda
premis
- Os de Plata a la millor interpretació masculina per a Lou Taylor Pucci en el Festival Internacional de Cinema de Berlín el 2005.

crítica
- "La pel·lícula conté molts dels ingredients habituals de les tragicomèdies sobre les pors de la joventut urbana, però el director-guionista Mike Mills fa servir actors que saben fer-ho original. (...) Puntuació: ★★★ (sobre 4)."[3]
- "Divertit cameo de Keanu Reeves (...) El debut de Mike Milles -recordin aquest nom- aporta sentiment i picardia a la novel·la de Walter Kirn. (...) Pucci és un actor a seguir (...) Puntuació: ★★★ (sobre 4)."[4]